# E35 (trasa europejska)
E35 – trasa europejska bezpośrednia północ-południe.
E35 zaczyna się w Amsterdamie w Holandii, kończy się w Rzymie we Włoszech. Długość trasy wynosi 1817 km.

## Przebieg trasy
Holandia
- autostrada A2 -  Amsterdam  - E19 - E22 - E231 - Utrecht - E30
- autostrada A12 - Arnhem

 Niemcy
- autostrada A3 - E34 - Duisburg - E37 - Kolonia - E40 - E44 - Limburg an der Lahn
- autostrada A67 - E42 - Frankfurt n. Menem
- autostrada A5 - E451 - Darmstadt - Heidelberg - E50 - Karlsruhe - E52 - Offenburg - Fryburg Bryzgowijski - E54

 Szwajcaria
- autostrada A2 - E25 - E60 - Bazylea
- autostrada A1
- autostrada A2 - Lucerna - E41 - E43 - Lugano

 Włochy
- autostrada A9
- autostrada A8 - E62 - Lainate
- autostrada A50 - Mediolan - E64
- autostrada A1 - E70 - E31 - Parma - E45 - Modena - Bolonia - Prato - E76 - Florencja - E78 - Arezzo - E45 - Rzym

## Stary system numeracji
Do 1983 roku obowiązywał poprzedni system numeracji, według którego oznaczenie E35 dotyczyło trasy: Amsterdam — Amersfoort — Zwolle — Groningen — Winschoten — Oldenburg — Brema — Hamburg. Arteria E35 była wtedy zaliczana do kategorii „B”, w której znajdowały się trasy europejskie będące odgałęzieniami oraz łącznikami.

### Drogi w ciągu dawnej E35
Lista dróg opracowana na podstawie materiału źródłowego
| Holandia         | - autostrada A1: Amsterdam – Amersfoort - autostrada A28: Amersfoort – Zwolle – Meppel – Hoogeveen – Beilen – Assen – Groningen - autostrada A7: Groningen – Hoogezand - droga E35: Hoogezand – Scheemda - autostrada A7: Scheemda – granica z RFN              |
| Niemcy Zachodnie | - droga E35: granica z Holandią – Weener - droga nr 75: granica z Holandią – Weener – Leer – Hesel - droga nr 75: Hesel – Remels – Westerstede - autostrada A28: Westerstede – Oldenburg – Delmenhorst - autostrada A1 (E3 E72): Delmenhorst – Bremen – Hamburg |

## Galeria

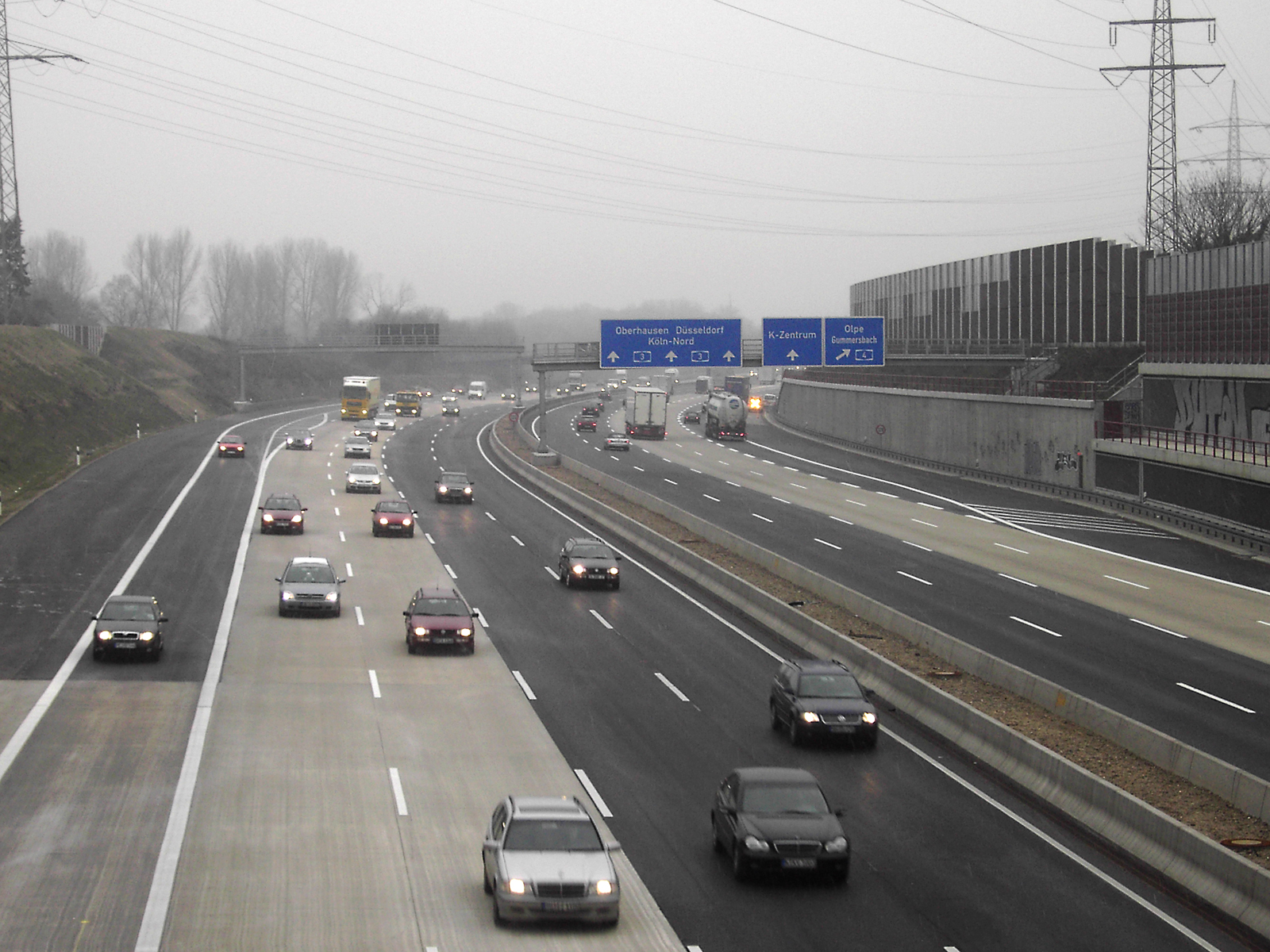
A3 w Niemczech w okolicach Kolonii
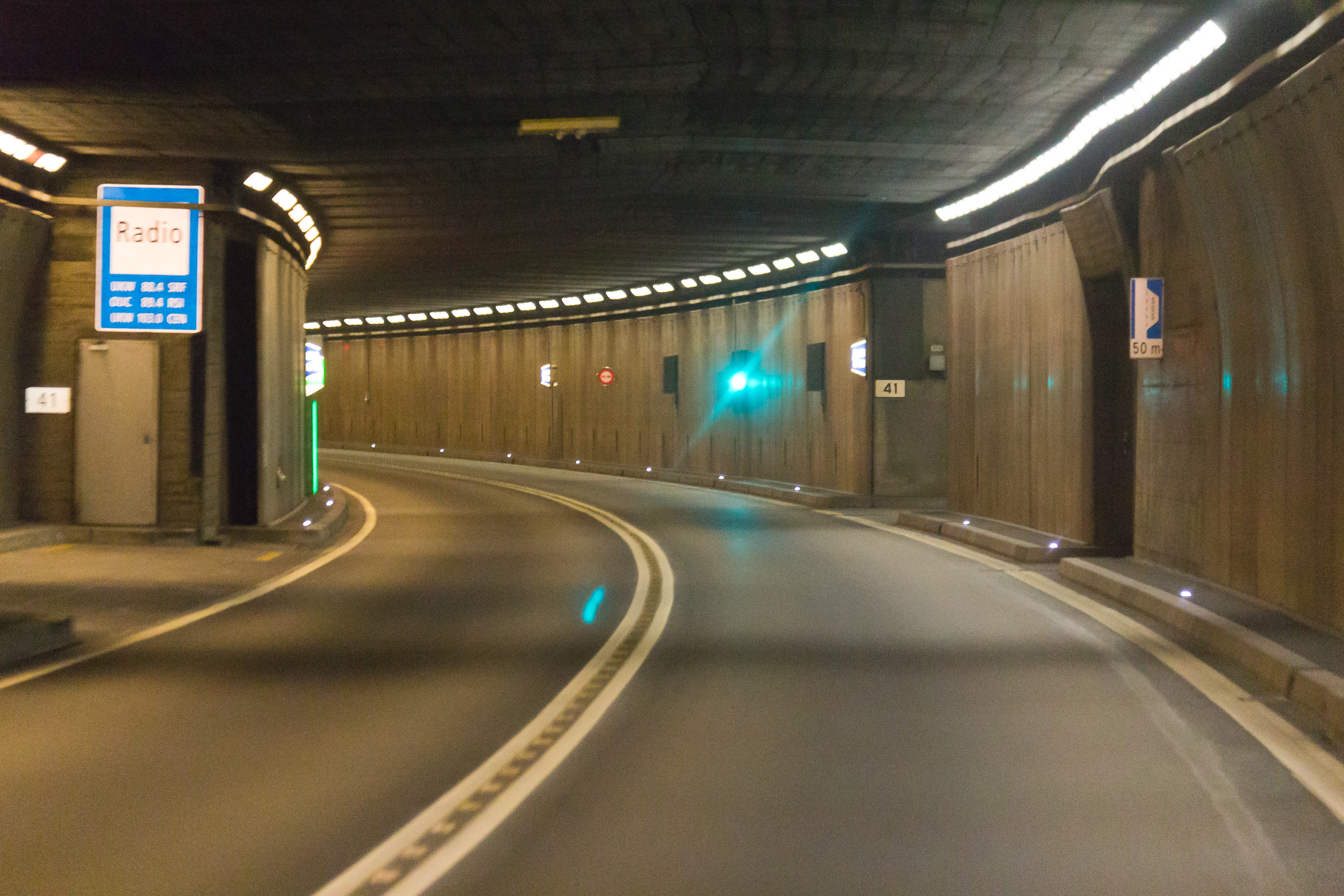
Tunel Świętego Gotarda w Szwajcarii.
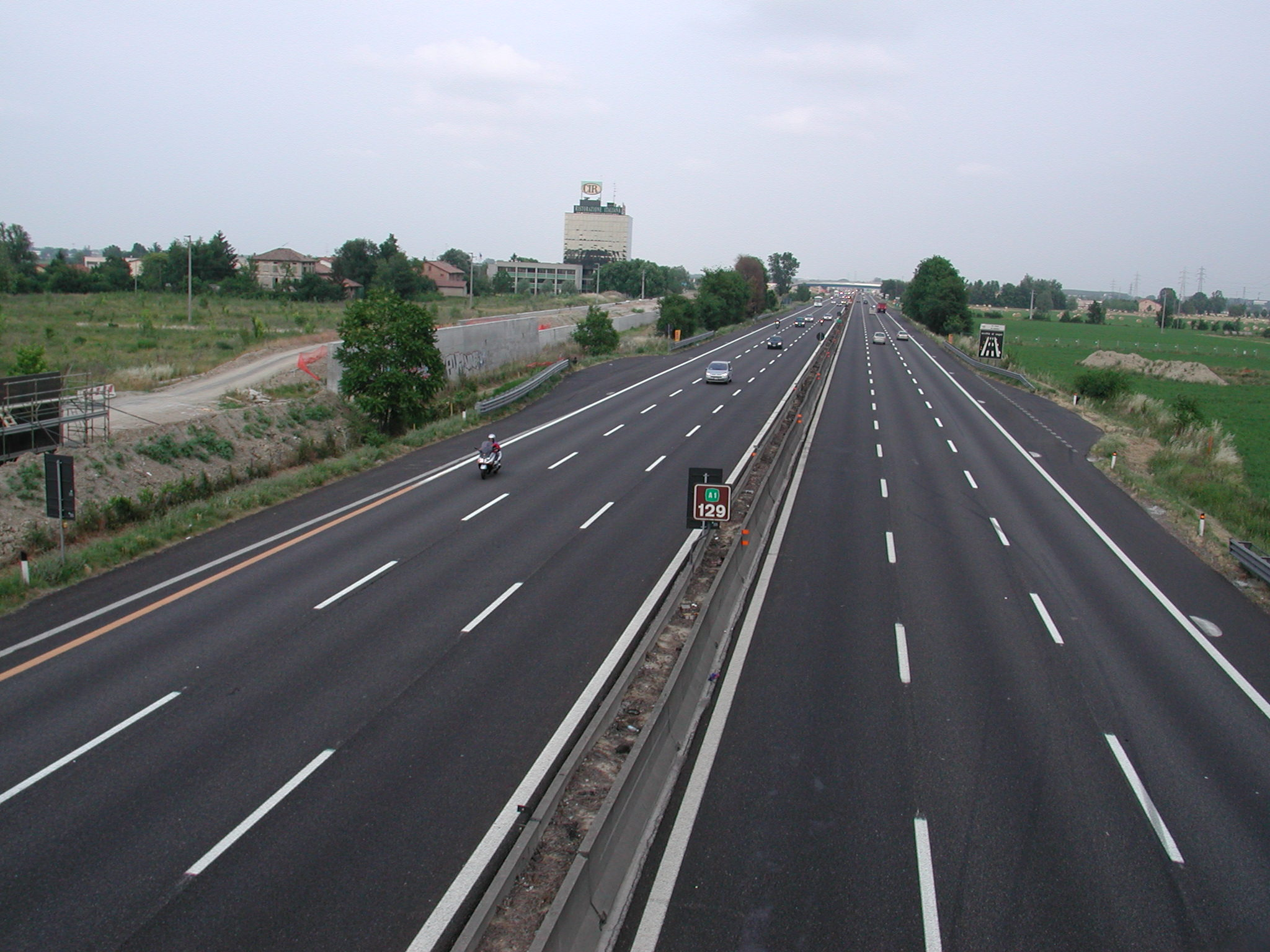
A1 we Włoszech koło Modeny